# Jake Bequette
Jake Bequette (Little Rock, 21 febbraio 1989) è un giocatore di football americano statunitense che gioca nel ruolo di defensive end per i New England Patriots della National Football League. Fu scelto nel corso del terzo giro (90º assoluto) del Draft NFL 2012 dai Patriots. Al college ha giocato a football ad Arkansas.

## Carriera professionistica

### New England Patriots
Considerato uno dei migliori prospetti tra i giocatori nel ruolo di defensive end nel Draft 2012, Bequette fu scelto dai New England Patriots come 90º assoluto. Il 14 giugno un contratto quadriennale con la franchigia. Nella sua stagione da rookie scese in campo in tre partite senza far registrare alcuna statistica.

## Palmarès

### Franchigia
- Super Bowl : 1

New England Patriots: XLIX
- American Football Conference Championship: 1

New England Patriots: 2014

## Statistiche
| Partite totali      | 8 |
| Partite da titolare | 0 |
| Sack                | 0 |
| Tackle totali       | 0 |
| Intercetti fatti    | 0 |

Statistiche aggiornate alla stagione 2013